# Mucuna holtonii
Espèce
Mucuna holtonii est une espèce de plantes à fleurs de la famille des Fabaceae. Son aire de répartition indigène s'étend du Mexique central à la Colombie. C'est une liane qui pousse principalement dans le biome tropical humide. Elle est utilisée comme médicament.

## Pollinisation
Mucuna holtonii est une espèce de plante de la famille des Fabaceae (famille des fèves), pollinisée par les chauves-souris. Les chauves-souris sont capables de détecter si les fleurs contiennent du nectar grâce à l'écholocation,. Après une première visite de la chauve-souris au cours de laquelle le nectar est prélevé, les pétales sont disposés différemment (ce qui modifie la forme de la fleur). Par conséquent, l'empreinte unique de la disposition des pétales informe la chauve-souris de la présence ou de l'absence de nectar. 
On pense que la plante a évolué vers des structures acoustiquement visibles pour les rendre plus faciles à détecter par les chauves-souris glossophagines.

## Systématique
Le nom correct complet (avec auteur) de ce taxon est Mucuna holtonii (Kuntze) Moldenke.
L'espèce a été initialement classée dans le genre Stizolobium sous le basionyme Stizolobium holtonii Kuntze.
Mucuna holtonii a pour synonymes :
- Mucuna andreana Micheli
- Stizolobium holtonii Kuntze